# Fabrizio Corsi
Fabrizio Corsi (Empoli, 22 agosto 1960) è un imprenditore e dirigente sportivo italiano, presidente e proprietario della squadra di calcio dell'Empoli.

## Biografia
Figlio di Ruffo Corsi, appartiene a una famiglia di imprenditori attiva in Toscana nel settore dell'industria della pelle e dell'alta moda. Dopo una formazione umanistica, inizia ad interessarsi più da vicino all’azienda di famiglia, di cui assume la direzione.
All'inizio degli anni '80 entra nel consiglio di amministrazione della società di calcio dell'Empoli, restandovi fino al 1985, per poi farvi rientro nel 1989. Nel luglio 1991, a neanche 31 anni, diviene ufficialmente presidente del club, all'epoca militante in Serie C1. Sotto la sua presidenza l'Empoli ottiene la promozione in Serie B nel 1996. Da allora la squadra non scende più al di sotto della seconda serie, disputando - alla stagione 2024-25 - un totale di 14 campionati di Serie B e 15 di Serie A, con anche una partecipazione alla Coppa UEFA.
Sua figlia Rebecca è vicepresidente e amministratore delegato dell’Empoli ed è anche consigliere della Lega Calcio, prima donna dai tempi di Rosella Sensi, è stata anche presidente della selezione femminile.